# Abéché
Abéché (in arabo أبشي, ʾAbishī) la quarta città più grande del Ciad e il capoluogo della provincia di Ouaddaï, oltre che del dipartimento di Ouara.

## Storia
Fu un antico centro preislamico all'incrocio di strade carovaniere. Per secoli è stata un fiorente mercato di schiavi.
Dal 1850 la città era la capitale del Regno di Ouaddai fino alla colonizzazione francese. 
A quel tempo, era la più grande città del Ciad con 28 000 abitanti, ma le epidemie ridussero la popolazione a 6000 nel 1919.

## Economia
La città è conosciuta per l'importante mercato di prodotti agricoli (cotone) e del bestiame (ovini e cammelli).

## Cultura

### Istruzione

#### Università
- Università Adam Barka
- Istituto Universitario di Scienza e Tecnica di Abéché (IUSTA)

## Società

### Sanità

#### Ospedali
Ad Abéché si trova un importante ospedale sia per la stessa città, che per le aree circostanti.

## Infrastrutture e trasporti

### Aeroporti
La città è servita dall'aeroporto di Abéché, sito a 3 km dall'abitato, che ospita voli settimanali per N'Djamena.

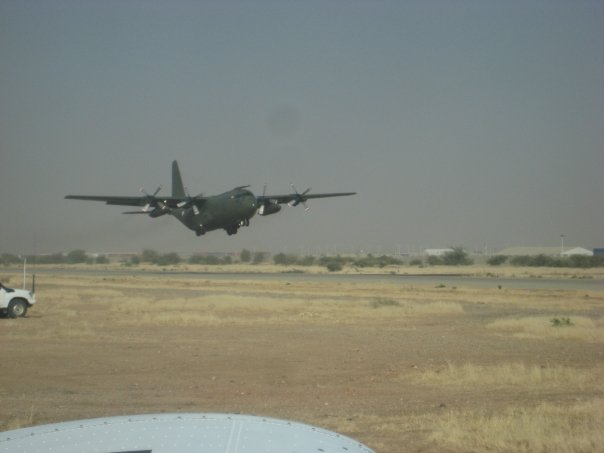
L'aeroporto

## Monumenti e luoghi d'interesse

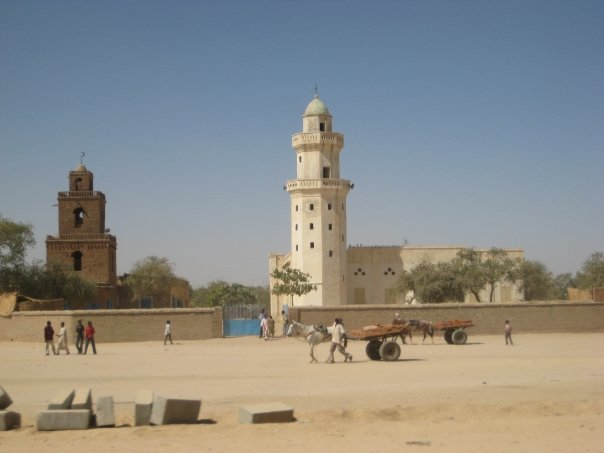
Le due moschee di Abéché

- Le due Moschee
- Piazza dell'Indipendenza
- Palazzo del Sultano

## Galleria d'immagini

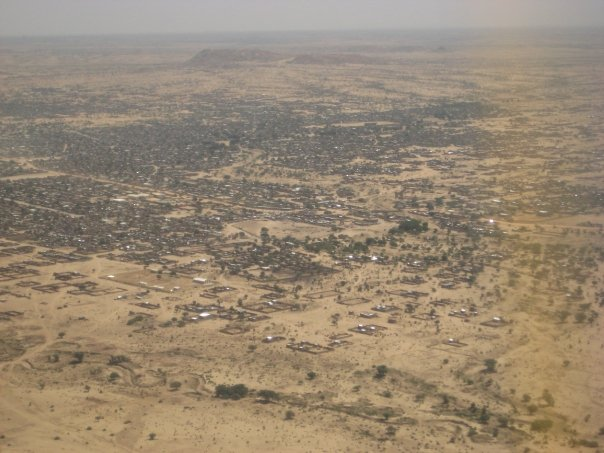
Vista aerea di Abéché
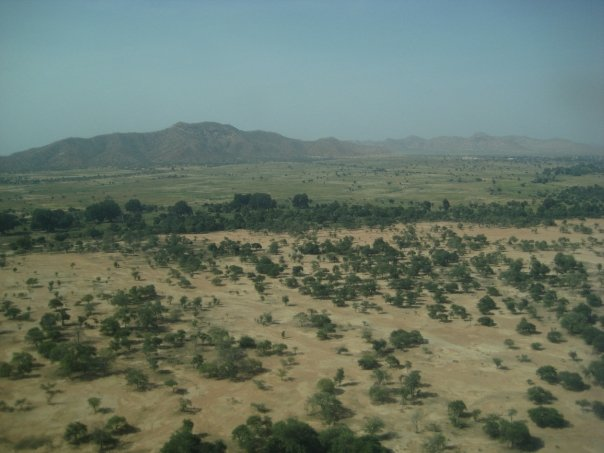
Goz Beida
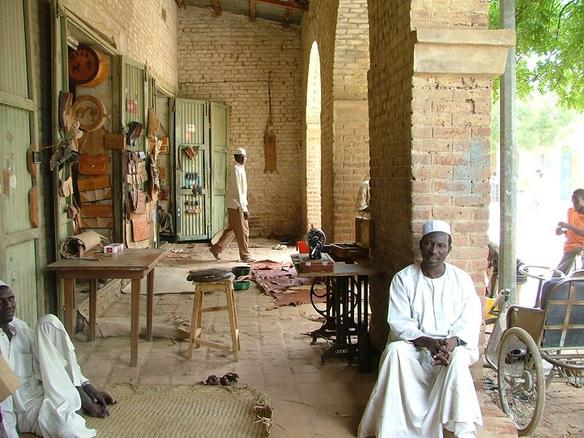
Un negozio di pelli
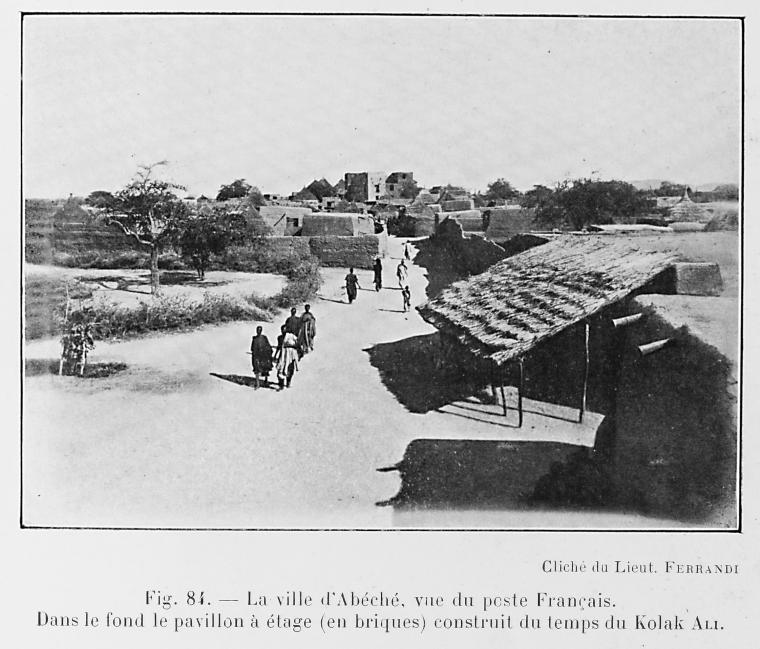
Abéché (1918)
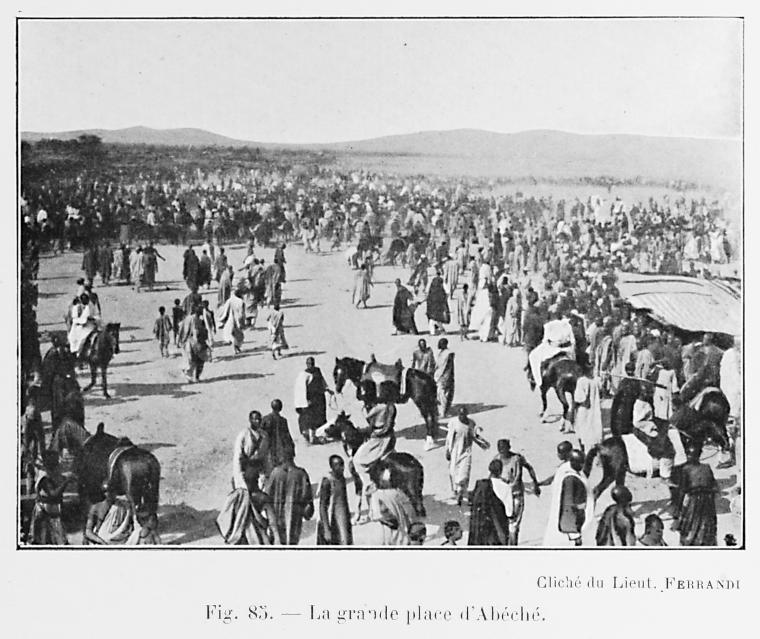
Il mercato di Abéché (1918)
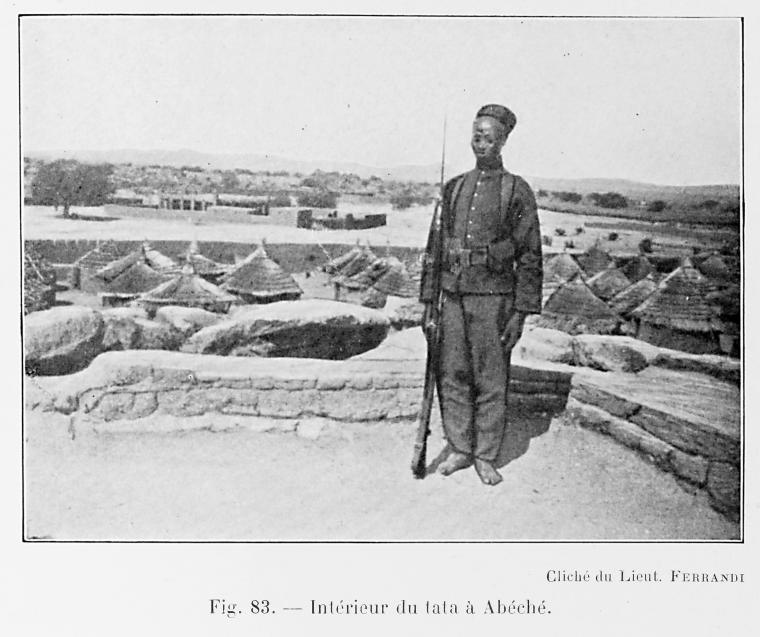
La fortezza del Tata (1918)